# Philipp Camerarius

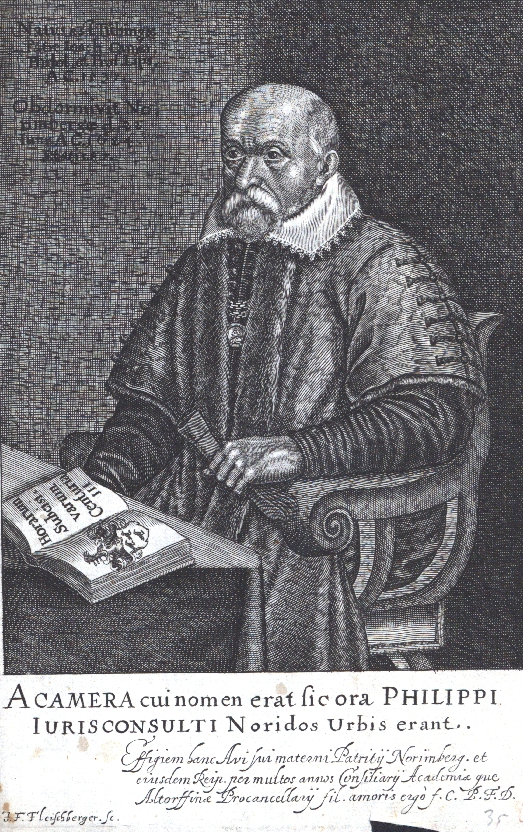
Philipp Camerarius (Stich von Johann Friedrich Fleischberger)

Philipp Camerarius (geboren am 16. Mai 1537 in Tübingen; gestorben am 23. Juni 1624 in Nürnberg) war ein deutscher Rechtsgelehrter und Polyhistor.

## Leben
Camerarius war der Sohn des bedeutenden Humanisten Joachim Camerarius des Älteren und Bruder des Mediziners, Naturkundlers und Polyhistors Joachim Camerarius des Jüngeren. Zuerst von seinem Vater in Latein und Griechisch unterrichtet, besuchte er die sächsischen Landesschulen in Pforta und Meißen, wo Georg Fabricius sein Lehrer war. Nach einer Zeit in Leipzig studierte er ab 1559 in Tübingen und von 1560 bis 1562 in Straßburg.
Von 1563 bis 1565 unternahm er eine Bildungsreise durch Italien, wo er 1565 in Rom zwei Monate lang von der Inquisition festgehalten, mit Hinrichtung bedroht und angeblich erst auf die Intervention mehrerer deutscher Gesandter hin zusammen mit seinem Reisegefährten Peter Rieter wieder freigelassen wurde. Dieser Vorgang verursachte Aufsehen und Camerarius verfasste einen Bericht über seine Gefangenschaft, der handschriftlich kursierte und erst 1740 gedruckt wurde.
1569 promovierte Camerarius in Basel unter Kaspar Herwagen zum Doktor der Rechte und ließ sich in Nürnberg nieder. Dort schloss er am 26. Februar 1571 mit Helena, Tochter des Patriziers Martin Pfinzing, die Ehe, aus der 7 Töchter und ein Sohn hervorgehen sollten. Anfang 1573 erhielt Camerarius eine Stelle als Ratskonsulent, also als Berater des Nürnberger Rates in Rechtsdingen.
1581 wurde er der erste Prokanzler der neu begründeten Universität Altdorf und hatte diese Stellung bis zu seinem Tod inne. Am literarischen Leben nahm er durch akademische Reden, einen umfangreichen Briefwechsel und die Unterstützung seines Bruders bei der Edition der Werke ihres Vaters teil.

## Werk
Literarisch von Bedeutung ist er durch sein Werk Operae Horarum Subcisivarum, Sive Meditationes Historicae, das mehrfach erweitert erschien, zahlreiche Ausgaben erlebte und in die wichtigsten europäischen Sprachen übersetzt und als „tragbare Bibliothek“ ein internationaler Erfolg wurde. Camerarius vermischt nach Art der antiken Buntschriftsteller und Polyhistoren wie Aulus Gellius und Athenaios verschiedene Elemente, darunter eigenes Erleben und Teile seiner Hochschulreden, zu einem unterhaltsamen und belehrenden Ganzen. Camerarius bietet dabei eine Folge von im Wesentlichen nach landschaftlichen Gesichtspunkten geordneten Essays, die durch eine anregende Mischung von exempla aus historia civilis und historia naturalis, also von Beispielen aus Geschichte, Politik, Landes- und Naturkunde, geschöpft aus dem akademischen und außerakademischen Wissen der Vergangenheit und der Gegenwart, einen komprimierten Extrakt verschiedener Quellen und Autoren für Leser liefert, denen diese Quellen bzw. Autoren nicht verfügbar waren oder die keine Zeit hatten, diese selbst zu lesen. Er kann dadurch als Anreger und Vorläufer gelten eines bald nach ihm einsetzenden analogen Schrifttums mit Autoren insbesondere aus den süddeutschen Städten (Martin Zeiller, Erasmus Francisci und Georg Philipp Harsdörffer). Das Werk wurde durch die römisch-katholische Glaubenskongregation im Jahr 1600 auf den Index gesetzt.

## Schriften

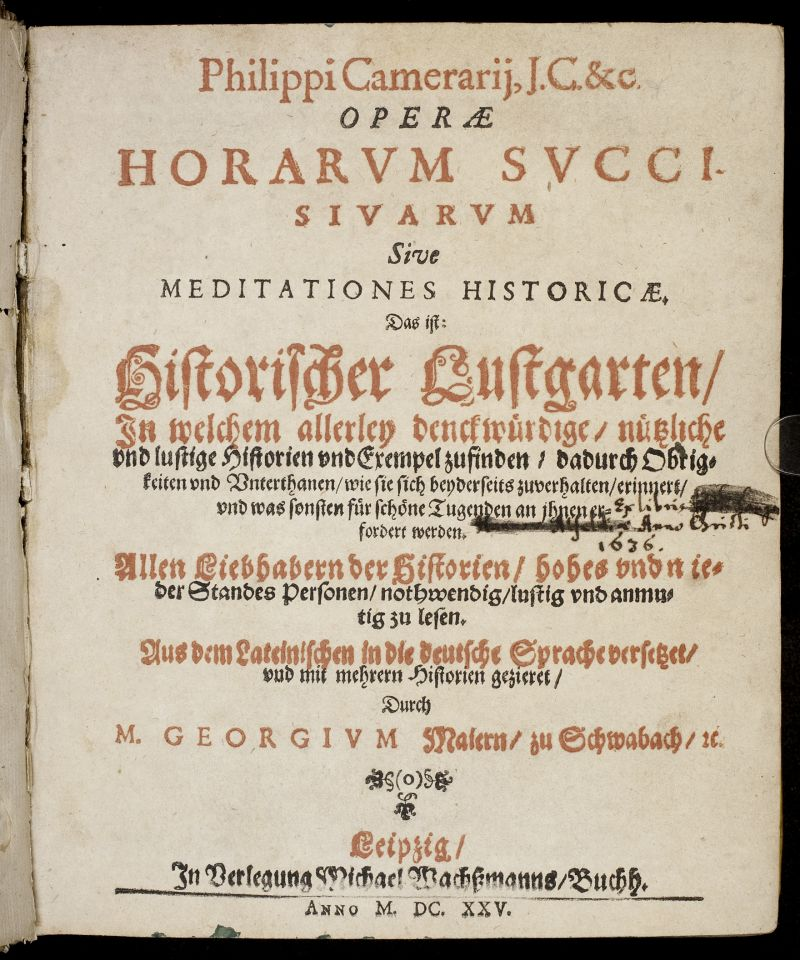
Historischer Lustgarten (Titelblatt)

- Operae Horarum Subcisivarum, Sive Meditationes Historicae: Continentes accuratum delectum memorabilium Historiarum, et rerum tam veterum, quam recentium singulari studio inuicem collatarum, quae omnia lectoribus et uberem admodum fructum, et liberalem pariter oblectationem affere poterunt. Nürnberg 1591. Erweiterte Ausgaben 1599, Frankfurt a. M. 1602–1609 und öfter. Übersetzungen:
  - Französisch: Les Méditations Historiques. Lyon 1610.
  - Englisch: The Walking Librarie, or, Meditations and observations historical, natural, moral, political, and poetical. London 1610. Neudruck 1625 unter dem Titel The Living Librarie.
  - Deutsch: Historischer Lustgarten: In welchem allerley denckwirdige / nuͤtzliche und lustige Historien und Exempel zu finden / dadurch Obrigkeiten und Unterthanen / wie sie sich beyderseits zu verhalten erinnert / und was sonsten für schoͤne Tugenden an ihnen erfordert werden / Allen Liebhabern der Historien / hohes und nieder Stands Personen / nothwendig / lustig und anmutig zu lesen / Auß dem Lat. in die dt. Sprache versetzet / und mit mehrern Historien gezieret / Durch M. Georgium Maiern / zu Schwabach. Leipzig 1625–1630, Digitalisat.